# Járnsíða
Járnsíða (”Järnsida”), isländsk lagbok från 1271, efter kung Håkon Håkonsson även kallad Hákonarbók. 
Járnsíða, som fick sitt namn för sina järnbeslagna pärmars skull, förkastades som alltför norsk och blev redan 1280 ersatt av en ny, av kungen stadfäst lagbok, Jónsbók, vilken godkändes på alltinget på lagmannen Jón Einarssons förord. Járnsíða är utgiven av arnamagnæanska kommissionen i Köpenhamn 1847 (med latinsk översättning) och i Norges gamle love (1847). 